# Elifasi Msomi

A província de KwaZulu-Natal em branco no mapa

Elifasi Msomi (1910 - 10 de fevereiro de 1956), também conhecido como O Assassino do Machado (The Axe Killer) foi um serial killer sul-africano condenado em 1955 por 15 assassinatos, todos cometidos na província KwaZulu-Natal. Condenado à morte por enforcamento, foi executado em Pretória em 1956.

## Os crimes

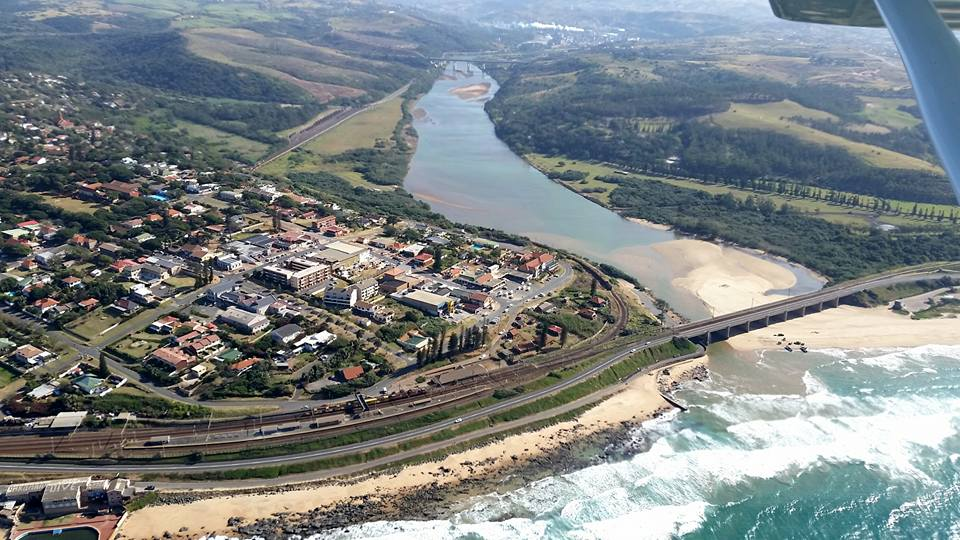
Umkomaas

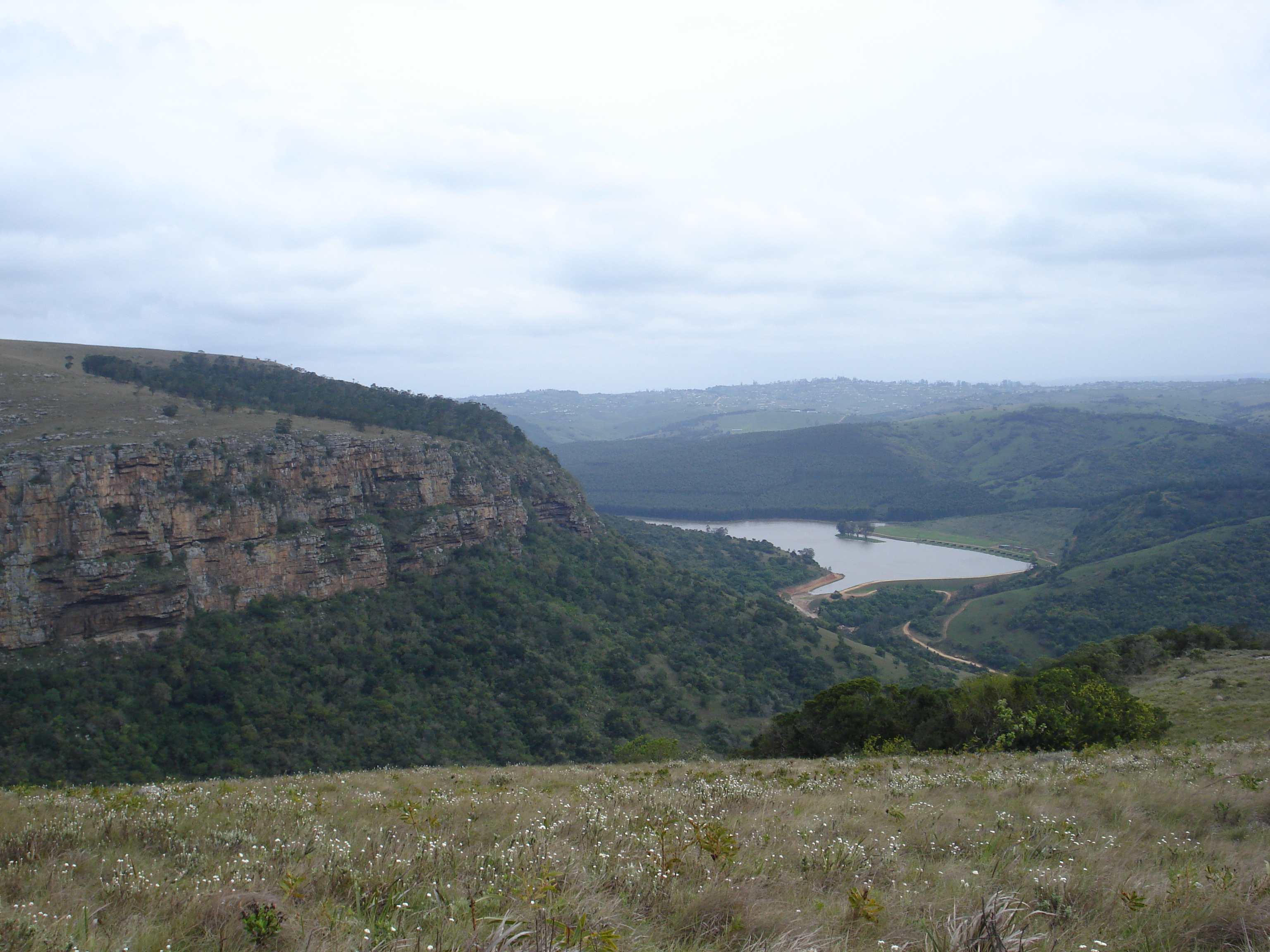
Umzimkulu

Um homem da etnia zulu, Msomi era um xamã (sangoma) mal sucedido. Buscando ajuda profissional, ele consultou outro sangoma. Msomi afirmou em sua defesa que durante essa consulta ele foi tomado por um espírito maligno, um tokoloshe, que passou a acompanhá-lo sentado em seu ombro. Em agosto de 1953, sob a instrução do tokoloshe, ele pegou um machado (axe) e começou uma matança nos vales Umkomaas e Umzimkulu, na província KwaZulu-Natal, que durou 18 meses, fazendo 15 vítimas.
Sua primeira vítima foi uma jovem que ele estuprou e assassinou na presença de sua namorada e cujo sangue manteve numa garrafa. Não impressionada com seus "novos" poderes, sua namorada alertou a polícia, que prendeu Msomi. No entanto, ele conseguiu escapar pouco depois, dando crédito por sua fuga ao todo-poderoso tokoloshe.
Após fugir, matou cinco crianças e foi preso novamente. Ele conseguiu fugir outra vez da prisão, mas foi aprendido um mês depois por furto. Os itens roubados pertenciam a suas vítimas e ele logo foi identificado como o culpado pelos assassinatos.
Msomi prontamente ajudou a polícia a encontrar partes do restos mortais de suas vítimas, incluindo um crânio.
Durante seu julgamento, Msomi afirmou que era apenas um canal para o tokoloshe. Dois psicólogos discordaram, afirmando que ele tinha inteligência acima da média e, além disso, obtinha prazer sexual ao infligir dor.
Msomi foi condenado à morte por enforcamento na Prisão Central de Pretória e a pena foi executada em 10 de fevereiro de 1956.
A referência de Msomi ao tokoloshe e suas inúmeras fugas, no entanto, causaram um alto nível de consternação entre alguns da comunidade zulu. A pedido, o juiz permitiu que uma delegação de nove chefes e anciãos zulus assistissem ao enforcamento para confirmar que o tokoloshe de fato não salvaria Msomi de sua morte. Mesmo assim, um chefe sentiu que Msomi poderia retornar após a morte como um tokoloshe ele mesmo.
O tokoloshe é um espírito maligno tradicional do folclore zulu e que causa medo em muitos sul-africanos. "Assassinato, roubo e estupro são todos igualmente tolerados pelos nativos zulus se seu perpetrador puder provar a seus vizinhos que um tikoloshe o forçou ao ato. Até mesmo os tribunais do homem branco de vez em quando consideraram a influência de tikoloshe um fator atenuante em crimes graves", escreveu a Time à época.

## Sumário
- Este artigo foi inicialmente traduzido, total ou parcialmente, do artigo da Wikipédia em inglês cujo título é «Elifasi Msomi».  -  Portal da África do Sul
  -  Portal de biografias